# Saint-Jacques-d'Atticieux
 Saint-Jacques-d'Atticieux  là một xã ở tỉnh Ardèche, vùng Auvergne-Rhône-Alpes ở đông nam nước Pháp.